# Łąka Prudnicka
Łąka Prudnicka is een dorp in de Poolse woiwodschap Opole. De plaats maakt deel uit van de gemeente Prudnik en telt 1270 inwoners.

## Geboren in Łąka Prudnicka of Schloss Wiese
- Dietrich von Choltitz (1894-1966), Duits generaal

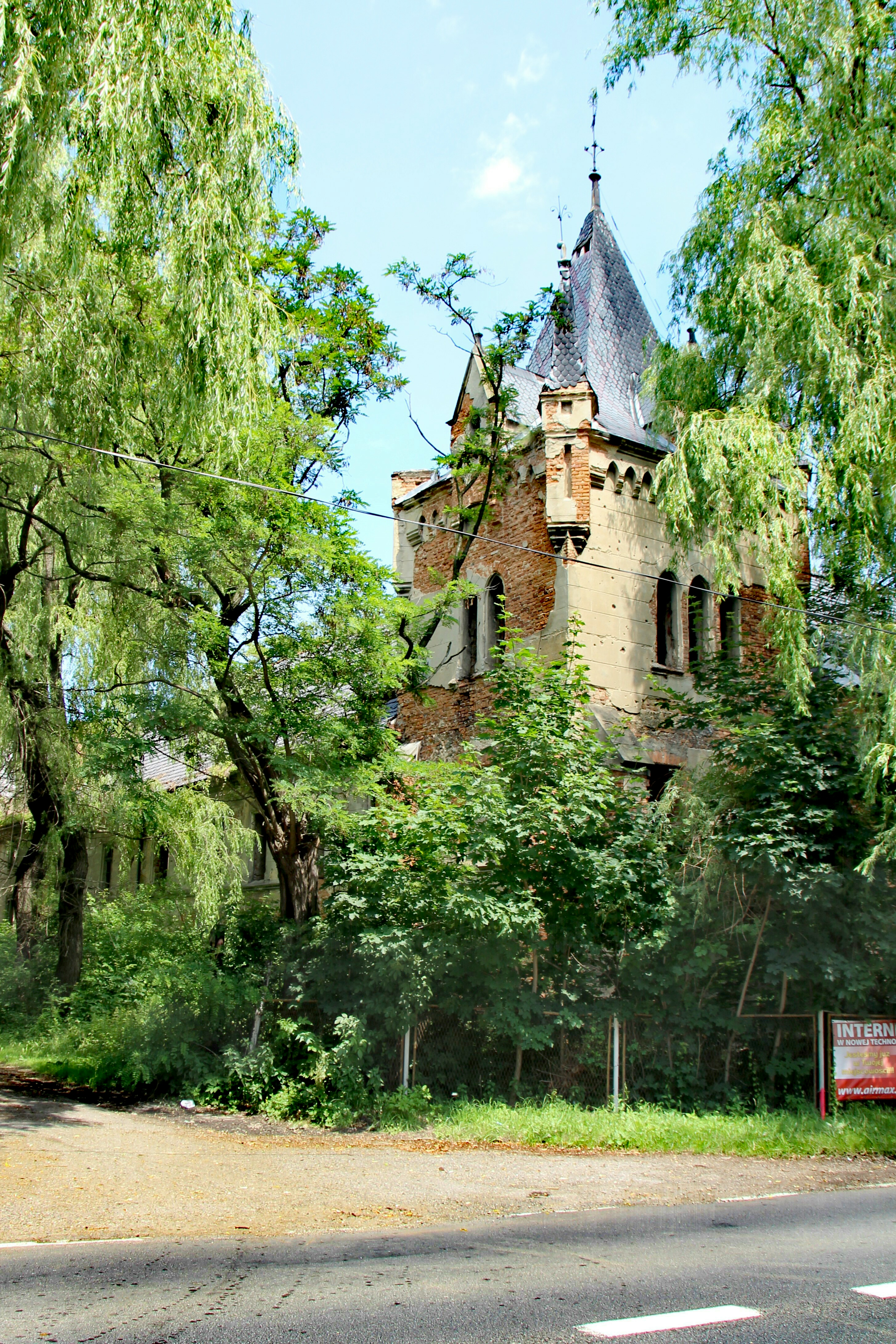